# Куп Републике Српске у фудбалу 1995/96.
Куп Републике Српске у фудбалу 1995/96. је трећа сезона овог такмичења које се одржава на територији Републике Српске у организацији Фудбалског савеза Републике Српске. Прво такмичење је одржано у сезони 1993/94.
У Купу Републике Српске учествују фудбалски клубови са подручја Републике Српске. Клубови нижег нивоа такмичења морају у оквиру подручних савеза изборити учешће у Купу.
Парови се извлаче жребом. До полуфинала се игра по једна утакмица, у полуфуналу две а финална утакмица се игра на стадиону одређеном накнадно или се играју две утакмице.
У овој сезони одлучено је да се одиграју две утакмице финала купа, а борбу за трофеј су изборили Борац из Бања Луке и Јединство из Брчког. Прва утакмица је одиграна у Брчком и победило је домаће Јединство резултатом 2:1. Реванш меч је одигран на Градском стадиону у Бања Луци. Борац је победио резултатом 1:0 и на тај начин изједначио резултат, али на основу правила гола у гостима освојио је другу заредом титулу Купа Републике Српске у својој историји.

## Финале
| Утак. | Клуб, Место      | Резултат  | Клуб, Место      |
| ----- | ---------------- | --------- | ---------------- |
| 1.    | Јединство, Брчко | 2:1       | Борац, Бања Лука |
| 2.    | Борац, Бања Лука | 1:0 (пгг) | Јединство, Брчко |

| Победник Купа Републике Српске у фудбалу 1995/96. |
| ------------------------------------------------- |
| Борац Бања Лука 2. титула                         |